# Дариганга (монголы)
Дариганга (монг. Дарьганга) — монгольский этнос, возникший в конце XVII — первой половине XVIII вв. Проживают на территории Сухэ-Баторского аймака Монголии.

## История
Дариганга — этническая группа, возникшая в конце XVII — первой половине XVIII вв. Распространив свою власть на Южную Монголию и Халху, правители империи Цин в 1697 году решили создать табуны войсковой части, для чего освобождались юго-восточные земли Халхи и северо-восточные земли Южной Монголии. Для их содержания к даригангам были переведены подданные из халхаского Тушэту-ханского аймака во главе с Цэрэнжав-нойоном. Наряду с этим дариганги также организовали казённые стада верблюдов и овец, захваченные у ойратского Галдан Бошокту-хана и проманьчжурских халхаских нойонов. А те, кто должен был присматривать за этими стадами, в основным были перевезены из Чахара Внутренней Монголии. Здесь же с целью разведения цинского табуна была оставлена часть военнопленных из войска Галдан Бошокту-хана. Таким образом, с конца XVII по начало XVIII вв. у дариганга появился так называемый цинский придворный скот. В связи с этим тех, кто ухаживал за скотом, цинские власти организовали в пять крыльев: по левому и правому крылу табунных и верблюжьих пастухов и одно крыло овцеводов. Вначале стадо овец находилось в распоряжении чахарского управляющего обществом («нийтийн дарга»), затем все даригангские табуны и верблюды были переданы в ведение одного начальника, ведавшего всеми («бүгдийн дарга»).
Как отмечают исследователи, с 1709 года аратам других аймаков и хошунов было запрещено селиться на пастбищах дариганга, поэтому эта территория стала местом поселения только тех, на кого была возложена обязанность присматривать за стадами цинских войск. Так с конца XVII по начало XVIII вв. складывались основы формирования этнической группы монголов — дариганга, состоящей из халхаского, чахарского и отчасти ойратского компонентов. Тем самым в XVIII веке сложилась этнокультурная общность жителей дариганга с со своими специфическими обычаями, особенностями речи, одежды, игр и известным по всей Монголии специфическим ремеслом по серебру, что объединялось одним названием — даригангское. В конце XIX века в Дариганге проживало около 2,9 тыс. семейств. Исследования показывают, что даригангский диалект (наречие) наиболее близок к халхаскому, а обычаи их, в частности, свадебные, имеют смешанный характер и содержат в себе как халхаские, так и южномонгольские типы.

## Этноним
Название дарьганга образуется из двух слов: из санскритского языка — tara и gamga (тара гамга). Первое из них tara (спаситель), второе — gamga (спокойно идущий) — является наименованием известной индийской реки Ганга. Санскритское слово tara в монгольском языке произносится как дара или дари. В древности нынешняя гора Алтан-обо называлась Дара; а прекрасное озеро, находящееся на ее южной стороне, — Ганга. Названия горы и озера Дара+Ганга (tara+gamga) вместе составили название близлежащих земель, что позже, с конца XVII по начало XVIII вв., преобразовалось в название местной этнической группы. Следовательно, дариганга является этническим названием, образованным из географических названий, а носители его именуются дарьгангачууд или даригангами (дарьгангами).

## Расселение
Дарьганга (дариганга, дарьгангачууд) проживают на территории сомонов Дарьганга, Наран, Онгон, Баяндэлгэр, Асгат, Халзан, Түвшинширээ и Уулбаян Сүхбаатарского аймака Монголии.
Согласно данным промежуточной переписи населения 2015 года 81,2% всех дарианга Монголии проживали в Сухэ-Баторском аймаке, 12,9% в Улан-Баторе, 2,5% в аймаке Дорнод, по 0,7% в аймаках Дорноговь и Хэнтий.

## Численность
На территории Монголии численность дариганга, учитываемое переписями населения, изменялось следующим образом:
| Дата переписи | Численность |
| ------------- | ----------- |
| 1956          | 16 852      |
| 1963          | 18 587      |
| 1969          | 20 603      |
| 1979          | 24 564      |
| 1989          | 29 040      |
| 2000          | 31 909      |
| 2010          | 27 412      |
| 2015          | 26 834      |